# Bahamas en los Juegos Olímpicos de Múnich 1972
Bahamas estuvo representada en los Juegos Olímpicos de Múnich 1972 por un total de 20 deportistas que compitieron en 4 deportes.  
El portador de la bandera en la ceremonia de apertura fue el atleta Michael Sands. El equipo olímpico de Bahamas no obtuvo ninguna medalla en estos Juegos.